# Castellnou de Seana
Castellnou de Seana település Spanyolországban, Lleida tartományban. Castellnou de Seana Bellpuig, Ivars d'Urgell, Vilanova de Bellpuig, Golmés és Vila-sana községekkel határos. Lakosainak száma 723 fő (2024).

## Népesség
A település népessége az utóbbi években az alábbiak szerint változott:
| Lakosok száma | 81   | 875  | 946  | 1003 | 790  | 710  | 739  | 740  | 683  | 723  |
|               | 1717 | 1887 | 1936 | 1960 | 1986 | 2004 | 2009 | 2014 | 2019 | 2024 |